# Roeien op de Olympische Zomerspelen 1972
Roeien is een van de sporten die beoefend werden tijdens de Olympische Zomerspelen 1972 in München.

## Heren

### skiff
| rang   | sporter                | land | tijd    |
| ------ | ---------------------- | ---- | ------- |
| Goud   | Joeri Malysjev         | URS  | 7:10.12 |
| Zilver | Alberto Demiddi        | ARG  | 7:11.53 |
| Brons  | Wolfgang Güldenpfennig | GDR  | 7:14.45 |
| 4      | Udo Hild               | FRG  | 7:20.81 |
| 5      | James Dietz            | USA  | 7:24.81 |
| 6      | Melchior Bürgin        | SUI  | 7:31.99 |
| 7      | John Drea              | IRL  | 7:55.33 |
| 8      | Jordan Valtsjev        | BUL  | 7:59.55 |

### dubbel-twee
| rang   | sporters                               | land | tijd    |
| ------ | -------------------------------------- | ---- | ------- |
| Goud   | Aleksandr Timosjinin Gennadi Korsjikov | URS  | 7:01.77 |
| Zilver | Frank Hansen Svein Thøgersen           | NOR  | 7:02.58 |
| Brons  | Joachim Böhmer Hans-Ulrich Schmied     | GDR  | 7:05.55 |
| 4      | Niels Secher Jørgen Engelbrecht        | DEN  | 7:14.19 |
| 5      | Timothy Crooks Patrick Delafield       | GBR  | 7:16.29 |
| 6      | Josef Straka Vladek Lacina             | TCH  | 7:17.60 |
| 7      | Jan Bruyn Paul Veenemans               | NED  | 7:07.25 |
| 8      | Hans Ruckstuhl Ulrich Isler            | SUI  | 7:08.22 |

### twee-zonder-stuurman
| rang   | sporters                           | land | tijd    |
| ------ | ---------------------------------- | ---- | ------- |
| Goud   | Siegfried Brietzke Wolfgang Mager  | GDR  | 6:53.16 |
| Zilver | Heinrich Fischer Alfred Bachmann   | SUI  | 6:57.06 |
| Brons  | Roel Luijnenburg Ruud Stokvis      | NED  | 6:58.70 |
| 4      | Lubomír Zapletal Petr Lakomý       | TCH  | 6:58.77 |
| 5      | Alfons Ślusarski Jerzy Broniec     | POL  | 7:02.74 |
| 6      | Ilie Oanţă Dumitru Grumezescu      | ROU  | 7:42.90 |
| 7      | Erwin Haas Lutz Ulbricht           | FRG  | 7:31.02 |
| 8      | Vladimir Poljakov Nikolai Vasiljev | URS  | 7:34.37 |

### twee-met-stuurman
| rang   | sporters                                                           | land | tijd    |
| ------ | ------------------------------------------------------------------ | ---- | ------- |
| Goud   | Wolfgang Gunkel Jörg Lucke Klaus-Dieter Neubert (stuurman)         | GDR  | 7:17.25 |
| Zilver | Oldřich Svojanovský Pavel Svojanovský Vladimír Petříček (stuurman) | TCH  | 7:19.57 |
| Brons  | Ştefan Tudor Petre Ceapura Ladislau Lovrenchi (stuurman)           | ROU  | 7:21.36 |
| 4      | Heinz Mußmann Bernd Krause Stefan Kuhnke (stuurman)                | FRG  | 7:21.52 |
| 5      | Vladimir Jesjinov Nikolai Ivanov Joeri Lorentson (stuurman)        | URS  | 7:24.44 |
| 6      | Wojciech Repsz Wiesław Długosz Jacek Rylski (stuurman)             | POL  | 7:28.92 |
| 7      | Rolf Andreassen Arne Bergodd Thor-Egil Olsen (stuurman)            | NOR  | 7:58.45 |
| 8      | Michael Hart David Maxwell Alan Inns (stuurman)                    | GBR  | 7:59.57 |

### vier-zonder-stuurman
| rang   | sporters                                                               | land | tijd    |
| ------ | ---------------------------------------------------------------------- | ---- | ------- |
| Goud   | Frank Forberger Frank Rühle Dieter Grahn Dieter Schubert               | GDR  | 6:24.27 |
| Zilver | Dick Tonks Dudley Storey Ross Collinge Noel Mills                      | NZL  | 6:25.64 |
| Brons  | Joachim Ehrig Peter Funnekötter Franz Held Wolfgang Plottke            | FRG  | 6:28.41 |
| 4      | Anatoli Tkatsjoek Igor Kasjoerov Aleksandr Motin Vitali Sapronov       | URS  | 6:31.92 |
| 5      | Emeric Tusa Adalbert Agh Mihal Naumencu Francisc Papp                  | ROU  | 6:35.60 |
| 6      | Willy Poulsen Peter Fich Christiansen Egon Petersen Rolf Andersen      | DEN  | 6:37.28 |
| 7      | Frederick Smallbone Leonard Robertson James Clark William Mason        | GBR  | 6:52.89 |
| 8      | Biser Bojadzjiev Borislav Vasiljev Nikolai Kolev Metodi Chalvadzjinski | BUL  | 6:54.54 |

### vier-met-stuurman
| rang   | sporters                                                                                          | land | tijd    |
| ------ | ------------------------------------------------------------------------------------------------- | ---- | ------- |
| Goud   | Peter Berger Hans-Johann Färber Gerhard Auer Alois Bierl Uwe Benter (stuurman)                    | FRG  | 6:31.85 |
| Zilver | Dietrich Zander Reinhard Gust Eckhard Martens Rolf Jobst Klaus-Dieter Ludwig (stuurman)           | GDR  | 6:33.30 |
| Brons  | Otakar Mareček Karel Neffe Vladimír Jánoš František Provazník Vladimír Petříček (stuurman)        | TCH  | 6:35.64 |
| 4      | Vladimir Sterlik Vladimir Solovjev Aleksandr Ljoebatoerov Joeri Sjamajev Igor Roedakov (stuurman) | URS  | 6:37.71 |
| 5      | David Sawyier Charles Ruthford Chadwick Rudolph Michael Vespoli Stewart McDonald (stuurman)       | USA  | 6:41.86 |
| 6      | Warren Cole Chris Nilsson John Clarke David Lindstrom Peter Lindsay (stuurman)                    | NZL  | 6:42.55 |
| 7      | Wim Grothuis Evert Kroes Jan-Willem van Woudenberg Johan ter Haar Kees de Korver (stuurman)       | NED  | 7:05.83 |
| 8      | Hanspeter Lüthi Urs Frankhauser Franz Rentsch Denis Oswald Rolf Stadelmann (stuurman)             | SUI  | 7:07.80 |

### acht
| rang   | sporters | land | tijd    |
| ------ | --- | ---- | ------- |
| Goud   | Tony Hurt Wybo Veldman Dick Joyce John Hunter Lindsay Wilson Athol Earl Trevor Coker Gary Robertson Simon Dickie (stuurman)                                                  | NZL  | 6:08.94 |
| Zilver | Lawrence Terry Franklin Hobbs Peter Raymond Timothy Mickelson Eugene Clapp William Hobbs Cleve Livingston Michael Livingston Paul Hoffman (stuurman)                         | USA  | 6:11.61 |
| Brons  | Hans-Joachim Borzym Jörg Landvoigt Harold Dimke Manfred Schneider Hartmut Schreiber Manfred Schmorde Bernd Landvoigt Heinrich Mederow Dietmar Schwarz (stuurman)             | GDR  | 6:11.67 |
| 4      | Aleksandr Riazankin Viktor Dementjev Sergej Koljaskin Aleksandr Sjitov Valeri Bissarnov Boris Vorobjev Vladimir Savelov Aleksandr Martysjkin Viktor Michejev (stuurman)      | URS  | 6:14.48 |
| 5      | Reinhard Wendemuth Frithjof Henckel Norbert Kindlmann Wolfgang Hottenrott Hans-Ulrich Buchholz Günter Petermann Bernd Truschinski Winfried Ringwald Manfred Klein (stuurman) | FRG  | 6:14.91 |
| 6      | Jerzy Ulczyński Marian Siejkowski Krzysztof Marek Jan Młodzikowski Grzegorz Stellak Marian Drażdżewski Ryszard Giło Sławomir Maciejowski Ryszard Kubiak (stuurman)           | POL  | 6:29.35 |
| 7      | Zoltán Melis András Pályi Antal Gelley Béla Zsitnik László Romvári Péter Kokas Imre David Ágoston Bényai Robert Ölschleger (stuurman)                                        | HUN  | 6:22.13 |
| 8      | John Clark Michael Morgan Bryan Curtin Richard Cunin Robert Paver Kerry Jelbart Gary Pearce Malcolm Shaw Alan Grover (stuurman)                                              | AUS  | 6:22.45 |

## Medaillespiegel
| rang   | land                     | goud | zilver | brons | totaal |
| ------ | ------------------------ | ---- | ------ | ----- | ------ |
| 1      | DDR                      | 3    | 1      | 3     | 7      |
| 2      | Sovjet-Unie              | 2    | 0      | 0     | 2      |
| 3      | Nieuw-Zeeland            | 1    | 1      | 0     | 2      |
| 4      | Bondsrepubliek Duitsland | 1    | 0      | 1     | 2      |
| 5      | Tsjecho-Slowakije        | 0    | 1      | 1     | 2      |
| 6      | Argentinië               | 0    | 1      | 0     | 1      |
| 6      | Noorwegen                | 0    | 1      | 0     | 1      |
| 6      | Verenigde Staten         | 0    | 1      | 0     | 1      |
| 6      | Zwitserland              | 0    | 1      | 0     | 1      |
| 10     | Nederland                | 0    | 0      | 1     | 1      |
| 10     | Roemenië                 | 0    | 0      | 1     | 1      |
| totaal | totaal                   | 7    | 7      | 7     | 21     |